# Phrynobatrachus chukuchuku
Phrynobatrachus chukuchuku es una especie de anfibio anuro de la familia Phrynobatrachidae.

## Distribución geográfica
Esta especie es endémica de Camerún. De reciente descubrimiento, solo se conoce en su localidad típica, cerca de la cima del Monte Oku, a 2800 m sobre el nivel del mar.

## Publicación original
- Zimkus, 2009 : Biogeographical analysis of Cameroonian puddle frogs and description of a new species of Phrynobatrachus (Anura: Phrynobatrachidae) endemic to Mount Oku, Cameroon. Zoological Journal of the Linnean Society, vol. 157, p. 796-813.[4]